# Bishops' House

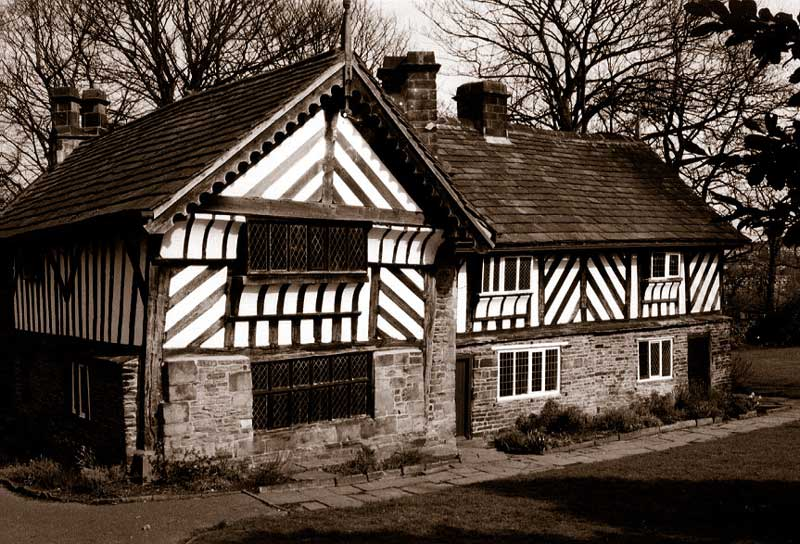
Bishops' House.

A Bishops' House (Casa dos Bispos) construída em torno de 1500, é uma construção do tipo "timber-framed", localizada em Sheffield, Inglaterra. A casa se encontra em condicões excepcionalmente boas de conservação e é um exemplo típico do desenvolvimento de casa doméstica pequena dos séculos XVI e XVII.
No seu interior, a casa ainda possui muitas das suas estruturas e decorações originais, mantendo a aparência que apresentava no século XVII e oferecendo uma real apreciação da vida cotidiana da época Stuart. A "Great Parlour" (sala principal) foi restaurada como uma sala de jantar típica da época e o cômodo no primeiro andar apresenta os móveis originais do quarto, conforme listados num inventário preparado no século XVII.